# Cantacuzino Palads (Florești)
Cantacuzino Palads (rumænsk: Palatul Cantacuzino), også kaldet "Lille Trianon" (rumænsk: Micul Trianon), blev opført 1911 i Florești i județul Prahova af Prins Gheorghe Cantacuzino til hans niece, Alice, datter til hans tredje søn, Mihail Cantacuzino. Slottet opførtes af franske håndværkere, i fransk eklektisk stil domineret af rokoko og nyklassicisme, efter et projekt af arkitekten Ion Berindey, som for prinsen også designede slottet på Calea Victoriei 141, kendt som Cantacuzino Palads i Bukarest, som i dag rummer George Enescu Nationalmuseum. Projektets arkitekt Ion Berindey inspireredes af  Lille Trianons arkitektur, en bygning der ligger i Versailles Slottets have i Frankrig.